# Thủ tướng Andorra
Lãnh đạo Chính phủ Thân vương quốc Andorra (tiếng Catalunya: Cap de Govern del Principat d'Andorra), trong thường lệ được gọi là Thủ tướng Andorra, là nhân vật đứng đầu chính phủ Andorra. Thủ tướng do Đại hội đồng (cơ quan lập pháp của Andorra) bổ nhiệm.
Chức vụ này được thiết lập năm 1982, sau khi những sửa đổi trong Hiến pháp được thông qua nhằm tách bạch quyền lực của ngành Lập pháp và Hành pháp. Òscar Ribas Reig được trở thành Thủ tướng đầu tiên sau khi được bổ nhiệm ngày 4 tháng 1 năm 1982.
Thủ tướng đương nhiệm là Xavier Espot Zamora đã giữ chức vụ từ 16 tháng 5 năm 2019.

## Thẩm quyền
Theo Hiến pháp Andorra năm 1993, Thủ tướng có các thẩm quyền:
- Điều hành các chính sách đối nội - đối ngoại của Chính phủ (Khoản 2, Điều 72).
- Ký xác nhận các nghị định của Đồng Thân vương (Điều 75).
- Kêu gọi Đồng Thân vương tổ chức trưng cầu dân ý về một lập trường chính trị, khi có sự đồng ý của Đại hội đồng (Điều 76).

1. ↑  "Richest royals: what Europe's royal families get from their taxpayers – Business Insider". Business Insider.
2. ↑  "Andorra 1993 Constitution - Constitute". www.constituteproject.org (bằng tiếng Anh). Truy cập ngày 31 tháng 10 năm 2024.